# 100 Thieves
100 Thieves（ハンドレッドシーヴス、略称：100T）は、アメリカ合衆国・カリフォルニア州ロサンゼルスに本拠を置くeスポーツ組織、及びライフスタイルブランド。

## 概要
2016年4月18日、『CoDシリーズ』の元プロプレイヤーであるNadeshot（マシュー・ハーグ）によって設立された。2017年11月21日、NBAチーム「クリーブランド・キャバリアーズ」のオーナーであり、クイッケン・ローンズの創業者であるダン・ギルバートが数百万ドルを投資。この動きによりチームは、リーグチャンピオンシップシリーズに参加した。
2018年10月23日、ラッパーのドレイクと起業家のスクーター・ブラウンが共同所有者になり、シリーズAラウンドで2500万ドルを調達。シリーズAには2人の他に、ジェフリー・カッツェンバーグ（WndrCo）、マーク・ベニオフ、セコイア・キャピタル、Tao Capital、Green Bay Ventures、Advancit Capitalが参加した。2019年7月16日、Artist Capital Managementが主導するシリーズBラウンドで3500万ドルを調達。シリーズBには、アグラエ・ベンチャーズが参加した。2021年12月2日、Green Bay Venturesが主導するシリーズCラウンドで6000万ドルを調達。シリーズCには、Breyer Capital、Aglae Ventures、Tao Capital、Willoughby Capital、Artist Capital Managementが参加した。会社としての評価額が4億6000万ドルになった。
過去にGUCCIや『進撃の巨人』、『呪術廻戦』とコラボ、アパレルを発表した。
現在、コール オブ デューティ リーグ、リーグチャンピオンシップシリーズ、VCT Americas Leagueでフランチャイズチームを運営している。

## 沿革

### 2016年
- 4月18日、マシュー・ハーグが『コール オブ デューティ』のチームとして100 Thievesを設立[1]。

### 2017年
- 11月21日、『リーグ・オブ・レジェンド』部門を設立[4]。
- 12月13日、『カウンターストライク グローバル・オフェンシブ』部門を設立[16]。

### 2018年
- 6月10日、『フォートナイト』部門を設立[17]。
- 10月23日、シリーズAラウンドで2500万ドルを調達[5]。

### 2019年
- 2月26日、『エーペックスレジェンズ』部門を設立[18]。
- 7月16日、シリーズBラウンドで3500万ドルを調達[7]。
- 8月27日、『エーペックスレジェンズ』部門が解散[19]。

### 2020年
- 6月5日、『VALORANT』部門を設立[20]。
- 10月18日、『カウンターストライク グローバル・オフェンシブ』部門が解散[21]。
- 11月6日、コール オブ デューティ リーグ（英語版）に参加するため、ロサンゼルスを拠点とするチームロサンゼルス・シーヴス（英語版）を設立[22]。

### 2021年
- 10月9日、『エーペックスレジェンズ』部門を再設立[23]。
- 12月3日、シリーズCラウンドで6000万ドルを調達[9]。

### 2022年
- 8月18日、『フォートナイト』部門が解散[24]。

### 2023年
- 9月22日、『エーペックスレジェンズ』部門が再解散[25]。

### 2024年
- 11月11日、『エーペックスレジェンズ』部門を再設立[26]。

## 現在活動している部門

### エーペックスレジェンズ
2019年2月26日、100 Thievesが『エーペックスレジェンズ』の競技シーンへの参加を発表し、Gigz、Teenage、Liftedが加入した。4月8日、4人目の選手としてJP2が加入。しかし、好成績を残せなかったとして8月27日に部門が解散した。
2021年10月9日、『エーペックスレジェンズ』の競技シーンへの復帰を発表し、Onmuu、scuwry、Veinが加入した。2022年2月16日にVeinが脱退し、2月23日にFURIA EsportsからVaxlonが加入。2022年ALGSチャンピオンシップでは、敗者復活戦ラウンド2を1位で通過。決勝戦へ進出し、総合3位となった。翌年の2023年ALGSチャンピオンシップでは、40チーム中40位で終えた。この結果により、9月22日に部門が再解散した。
2024年11月11日、Dezignful、Genburten、iiTzTimmyが加入し、部門が再設立された。

#### 所属選手
| プレイヤー名                      | 役割       | 加入日         | 備考 |
| --------------------------------- | ---------- | -------------- | ---- |
| Dezignful（タイラー・ガードナー） | プレイヤー | 2024年11月11日 |      |
| Genburten（ノヤン・オズコセ）     | プレイヤー | 2024年11月11日 |      |
| iiTzTimmy（ティモシー・アン）     | プレイヤー | 2024年11月11日 |      |
|                                   |            |                |      |
| Bronzey（デストン・グエン）       | コーチ     | 2024年11月11日 |      |

### コール オブ デューティ

#### 2018-19シーズン
Kenny、Fero、Octane、SlasheR、Enableを獲得し、シーズンをスタートさせた。CWLラスベガスオープンでトップ12に入り、プロリーグ予選へ進出。予選ではグループ戦を2位で通過し、プロリーグへの出場権を獲得した。プロリーグに向けロースターを強化するため、FaZe ClanからPriestahhとヘッドコーチのCrowderをレンタルし、Feroがベンチ入りした。
CWLフォートワース2019では、Priestahhの体調不良によりFeroが代役を務めるが、敗者復活戦準決勝でTeam Reciprocityに敗れ4位に終わる。CWLロンドン2019では決勝でeUnitedを破り、チームとして初めての優勝となった。CWLアナハイム2019では、決勝でGen.G Esportsを破り2連覇を達成。プロリーグ終了後、100 ThievesはディビジョンBで2位となり、プロリーグプレーオフへの出場権を獲得。プレーオフではGen.G Esportsに敗れ、敗者復活戦の準々決勝で敗退。コール オブ デューティ世界選手権では、決勝でeUnitedに敗れ、準優勝に終わった。

#### ロサンゼルス・シーヴス
2020年11月6日にOpTic Gamingのフランチャイズ枠を買収し、コール オブ デューティリーグ（CDL）にロサンゼルス・シーヴス（Los Angeles Thieves）として参戦することを発表した。枠獲得に伴い、OpTic GamingからDrazah（控え）、Kenny、TJHaLy、SlasheRが移籍加入。12月にはヘッドコーチとしてJKapが就任し、Tempが加入した。CDLステージ1メジャー終了後、Tempがベンチ入りし、トップアマチュアのVenomがスタメンとして加入。ステージ2メジャーの開催前には、SlasheRがベンチ入りし、Drazahがスタメンとして起用された。ダラスホームシリーズ開幕前、ダラス・エンパイアからHukeが移籍加入し、TJHaLyがベンチ入りとなる。ステージ4の開幕前には、Hukeがベンチに下げられ、TJHaLyがスタメンに復帰。ロサンゼルスホームシリーズ開幕前、DrazahとVenomがベンチに下げられ、HukeとSlasherがスタメンに戻った。ステージ5の開幕前には、Johnが加入し、Drazahと一緒にスタメンとして登録され、HukeとTJHaLyが2度目のベンチ入りとなった。2021年CDLチャンピオンシップでは、ミネソタ・ロクルに敗れ、ベスト8でシーズンを終える。
2021-22のオフシーズン、TJHaLy、John、Venom、SlasheRが脱退し、2021年9月にFukeがロサンゼルス・ゲリラに移籍。同月にOctaneとEnvoyが加入し、2022年シーズンのスタメンをDrazah、Envoy、Kenny、Octaneと発表。2022年1月、2部リーグに参戦してたPentagrxmが控えとして加入した。ステージ4メジャーで1位になり、ロサンゼルス・シーヴスとして初となるステージタイトルを獲得。2022年CDLチャンピオンシップでは、決勝でアトランタ・フェイズを5-2で下し、初タイトルを獲得した。
2022-23のオフシーズン、スタメンに変更を加えず、昨シーズン終了時と同じロースターでシーズンをスタートさせた。ステージ4メジャーでは、オプティック・テキサスを破り、2度目のステージタイトルを獲得。2023年CDLチャンピオンシップでは、敗者復活戦でシアトル・サージに敗れ、1回戦敗退でシーズンを終えた。
2023-24のオフシーズン、Octaneが引退を発表し、Drazah、Envoy、Kennyが脱退。2023年9月、Afro、Cammy、Ghosty、JoeDeceivesが加入し、2024年シーズンのロースターとして発表された。ステージ1メジャー予選では2勝5敗、メジャーでは1回戦敗退となった。ステージ1終了後、Cammyを放出し、JoeDeceivesがベンチ入り、KrempとNastieをスタメンとして採用した。ステージ2では、再び1回戦敗退となり、Afroがベンチ入り、JoeDeceivesがスタメンに復帰した。

#### 所属選手
| プレイヤー名                  | 役割       | 加入日        | 備考 |
| ----------------------------- | ---------- | ------------- | ---- |
| Ghosty（ダニエル・ローテ）    | プレイヤー | 2023年9月1日  |      |
| Envoy（ディラン・ハノン）     | プレイヤー | 2024年9月26日 |      |
| HyDra（パコ・ルシエヴィエズ） | プレイヤー | 2024年9月26日 |      |
| Scrap（トーマス・エルンスト） | プレイヤー | 2024年9月26日 |      |
|                               |            |               |      |
| ShAnE（シェーン・マッケラル） | コーチ     | 2022年5月26日 |      |

### リーグ・オブ・レジェンド

#### デビューシーズン（2018年）
2017年11月20日、NA LCSのフランチャイズチームとして承認された。2018年シーズンに向け、Ssumday、Meteos、Ryu、Cody Sun、Aphromooがロースターとして発表され、ヘッドコーチにpr0llyが就任した。春季レギュラーシーズンでは、12勝6敗で1位となり、プレーオフへ進出。加えて、Aphromooが春季MVPに選ばれる。春季プレーオフでは、準決勝でClutch Gamingを3-2で下し決勝へ進むが、Team Liquidに0-3で敗れ、準優勝に終わった。同時に、リフトライバルズの出場権を獲得した。リフトライバルズ開幕前、MeteosとSsumdayをベンチに下げ、LeviとBrandiniをスタメンに起用した。Team Liquid、Echo Foxと共にNA LCS代表として出場し、ヨーロッパのFnatic、G2 Esports、Splyceと対戦した。決勝では、1勝3敗でヨーロッパに敗れた。
夏季の開幕前、FlyQuestとのトレードでMeteosを放出し、AnDaを獲得した。夏季レギュラーシーズンでは、10勝8敗で3位となりプレーオフ進出。プレーオフ初戦では、FlyQuestに3-0で勝利したが、準決勝でTeam Liquidに1-3で敗れる。3位決定戦ではTeam SoloMidに2-3で敗れ、4位でシーズンを終えた。
両スプリットの成績により、第2シードとして世界選手権への出場権を獲得した。グループステージでは、ヨーロッパのFnatic、中国のInvictus Gaming、香港のG-Rexと同組のグループDに振り分けられた。2勝4敗でグループ3位となり、ノックアウトステージへの進出は叶わず総合12位となった。

#### 2019年
トップレーナーSsumdayの契約を延長し、Ryuがアシスタントコーチに就任。Cody SunとRikaraが脱退し、HuhiとBangが後任として加入した。春季の途中でHuhiがベンチ入りし、Soligoを起用したが、春季レギュラーシーズンを4勝14敗の最下位で終えた。Huhiが脱退し、AnDaとRyuがアカデミーに降格、AnDaの後任としてAmazingが加入した。夏季が始まって1か月後、SoligoとSsumdayがアカデミーチームに移籍し、RyuとFakeGodが起用された。夏季レギュラーシーズンを8位で終え、プレーオフの出場権は得られなかった。

#### 2020年
ゼネラルマネージャーにPapaSmithy、ヘッドコーチにZikzが就任。Meteos、Cody Sun、Ssumdayがスタメンに復帰し、StuntとRyomaが加入。Ryu、Amazing、Bang、Aphromooが脱退し、FakeGodがアカデミーに降格した。春季レギュラーシーズンを10勝8敗の3位で終え、2018年以来のプレーオフ進出。しかし、プレーオフ初戦でCloud9に0-3で敗れ、敗者復活戦ではTeam SoloMidに2-3で敗れた。夏季シーズン中、MeteosとStuntをスタメンから外し、アカデミーチームのContractzとPoomeを起用した。夏季レギュラーシーズンを7勝11敗の7位で終え、プレーオフの敗者復活戦に出場したが、Evil Geniusesに0-3で敗れシーズンを終えた。

#### 2021年
Cody SunとContractzが脱退し、Golden Guardiansに所属していたCloser、FBI、Damonte、Huhiが加入。Ry0maとPoomeがアカデミーに降格した。2021年シーズンは、プレシーズンのロックイン・トーナメントから始まった。グループ1位と好調なスタートを切り、ノックアウトステージ1回戦ではImmortalsを2-0で破った。準決勝ではCloud9と対戦し、最初の2試合は勝利したものの、2-3の逆転負けでトーナメントをベスト4で終えた。春季の第5週、Ry0maをスタメンに復帰させ、Damonteをアカデミーに降格させた。春季レギュラーシーズンを3位で終え、ミッドシーズン・ショーダウン（プレーオフ）に進出。1回戦ではCloud9に0-3で敗れたが、敗者復活戦でDignitasに3-0で勝利。敗者復活戦2回戦ではTeam SoloMidと対戦し、1-3で敗れ4位で敗退となった。
夏季開始前、ヘッドコーチのZikzが脱退し、後任にReaperedが就任。Schalke 04 EsportsからAbbedaggeを獲得し、Ry0maがアカデミーチームに移籍、Damonteが脱退した。夏季レギュラーシーズンを29勝16敗の2位で終え、プレーオフ進出。プレーオフで初戦でEvil Geniusesに3-2で勝利したが、2回戦でTeam Liquidに2-3で敗れる。敗者復活戦では、Cloud9を3-1で破り、Team Liquidと決勝で再戦することとなった。決勝では、Team Liquidを3-0で破り、LCSチャンピオンシップで初優勝、世界選手権への出場権を獲得した。世界選手権では、中国のEdward Gaming、韓国のT1、日本のDetonatioN FocusMeと同組のグループBに振り分けられた。グループステージでは、3勝3敗でグループ3位となり敗退。総合9位-12位でシーズンを終えた。

#### 2022年
昨シーズン終了時のロースターを引き継ぎ、アカデミーのトップレーナーであるTenacityが6人目の選手として加入。Mithyがコーチとして就任した。ロックイン・トーナメントでは、昨年に続きグループ1位だったが、ノックアウトステージの準々決勝でDignitasに0-2で敗れ、ベスト8で敗退した。春季レギュラーシーズンを12勝6敗の3位で終え、プレーオフ進出。プレーオフ1回戦ではCloud9を3-0で下し、2回戦ではTeam Liquidに3-2で決勝進出。決勝ではEvil Geniusesに3-0で敗れ、連覇を逃した。
世界選手権のグループステージ敗退後、ゼネラルマネージャーのPapaSmithy、コーチのRepeared、Mithy、Freezeがチームから脱退した。

#### 2023年
2023年シーズンに向けて、Closerを除く全選手を放出し、DoubleliftとBjergsenと契約、BusioとTenacityをアカデミーから昇格させた。ヘッドコーチにKaas、アシスタントコーチにNukeduckが就任した。春季レギュラーシーズン第6週、5勝8敗の7位タイでプレーオフ圏外の中、Kaasが脱退し、Nukeduckが暫定ヘッドコーチとなり、チャレンジャーチームからDan Danがアシスタントとして加わった。プレーオフで早々に敗退した後、Bjergsenが引退を発表した。
次スプリットに向け、ヘッドコーチにCainが就任し、ミッドレーナーとしてQuidが加入。また、Tenacityがコンテンツ制作に転向することを決めたため、後任としてSsumdayが加入した。夏季レギュラーシーズンを7勝11敗の8位で終え、チャンピオンシップ（プレーオフ）に進出。夏季チャンピオンシップでは、1回戦敗退でシーズンを終えた。

#### 2024年
2024年シーズンに向けて、Quidを除く全選手とコーチングスタッフを放出し、Sniper、River、Meech、Eylaと契約した。ヘッドコーチには、Goldenglueが就任した。

#### 所属選手
| プレイヤー名                       | 役割         | 加入日         | 備考 |
| ---------------------------------- | ------------ | -------------- | ---- |
| Sniper（ラヤン・ショーラ）         | トップ       | 2023年11月27日 |      |
| River（金東宇）                    | ジャングル   | 2023年11月27日 |      |
| Quid（林鉉承）                     | ミッド       | 2023年5月11日  |      |
| FBI（ビクター・ホアン）            | ボット       | 2024年11月20日 |      |
| Eyla（ビル・グエン）               | サポート     | 2023年11月27日 |      |
|                                    |              |                |      |
| Goldenglue（グレイソン・ギルマー） | ヘッドコーチ | 2023年11月27日 |      |
| Spookz（サミュエル・ブロードリー） | 戦略コーチ   | 2023年11月27日 |      |

### VALORANT
2020年6月4日、Hikoの加入を皮切りに部門が設立された。設立から3週間後、Valliate、YaBoiDre、Venerated、Prideが加入。8月14日、Hikoを除く全選手を放出し、カウンターストライクのベテランプレイヤーであるnitr0が加入。のちに、9月にsteel、10月にImmortalsのAsunaとDiceyが加入し、ロースターが確定した。VALORANTファーストストライクの予選を通過し、本戦に進出。本選では、グランドファイナルまで勝ち進み、Team SoloMidを3-1で下し優勝した。
2021年1月26日、nitr0の代役としてsilenxを起用。2月28日、diceyをベンチに下げ、カウンターストライクのベテランプレイヤーであるEthanをスタメンに起用した。Masters3終了後、b0iをスタメンに起用し、steelをベンチに下げた。また、控え選手としてsevenが加入した。2021年シーズンでは、VALORANT ChampionsのNAラストチャンス予選でCloud9に敗れ、シーズンを終えた。オフシーズン中に、dicey、b0i、steel、nitr0が脱退した。

#### 所属選手
| プレイヤー名                           | 役割         | 加入日        | 備考 |
| -------------------------------------- | ------------ | ------------- | ---- |
| Asuna（ピーター・マズリク）            | プレイヤー   | 2020年10月2日 |      |
| Cryocells（マシュー・パンガニバン）    | プレイヤー   | 2022年9月29日 |      |
| eeiu（ダニエル・ヴセノヴィッチ）       | プレイヤー   | 2023年11月1日 |      |
| Boostio（ケルデン・プペロ）            | プレイヤー   | 2024年1月8日  |      |
| Zander（アレクサンダー・ディトゥーリ） | プレイヤー   | 2024年10月8日 |      |
|                                        |              |               |      |
| Zikz（アンソニー・グレイ）             | ヘッドコーチ | 2023年9月25日 |      |

## 過去活動していた部門

### カウンターストライク グローバル・オフェンシブ
2017年12月、Immortalsの元選手らと契約したことを発表。しかし、選手のビザに関する問題が発生し、解散となった。
2019年11月、RenegadesのCS:GO部門を買収し、部門が再設立された。インテル・エクストリーム・マスターズ北京2019では、決勝でAstralisに0-3で敗れ、準優勝となった。ESLプロリーグ シーズン10 ファイナルでは、グループステージの敗者復活戦決勝でFnaticに0-2で敗れ、ベスト8で敗退した。2020年10月12日、新型コロナウイルス感染症の流行による移動の制限、大会の単純化を理由に撤退を発表した。

## 受賞歴
| 開催年 | イベント       | カテゴリー                              | 結果       | 出典    |
| ------ | -------------- | --------------------------------------- | ---------- | ------- |
| 2021年 | Esports Awards | 年間最優秀eスポーツアパレル             | 受賞       | [ 145 ] |
| 2021年 | Esports Awards | 年間最優秀eスポーツクリエイティブチーム | ノミネート | [ 145 ] |
| 2021年 | Esports Awards | 年間最優秀eスポーツ組織                 | 受賞       | [ 145 ] |
| 2021年 | Esports Awards | 年間最優秀eスポーツビデオ制作チーム     | ノミネート | [ 145 ] |
| 2022年 | ストリーマー賞 | ベストコンテンツ組織                    | ノミネート | [ 146 ] |
| 2022年 | Esports Awards | 年間最優秀コンテンツグループ            | ノミネート | [ 147 ] |
| 2022年 | Esports Awards | 年間最優秀eスポーツアパレル             | 受賞       | [ 147 ] |
| 2022年 | Esports Awards | 年間最優秀eスポーツクリエイティブチーム | ノミネート | [ 147 ] |
| 2022年 | Esports Awards | 年間最優秀eスポーツ組織                 | ノミネート | [ 147 ] |
| 2023年 | ストリーマー賞 | ベストコンテンツ組織                    | ノミネート | [ 148 ] |
| 2023年 | Esports Awards | 年間最優秀eスポーツ組織                 | ノミネート | [ 149 ] |
| 2024年 | Esports Awards | 年間最優秀eスポーツクリエイティブチーム | ノミネート | [ 150 ] |